# Amatitlania siquia
Amatitlania siquia és una espècie de peix de la família dels cíclids i de l'ordre dels perciformes.

## Morfologia
Els mascles poden assolir els 7,9 cm de longitud total.

## Distribució geogràfica
Es troba des de Costa Rica fins a Nicaragua, incloent-hi Hondures.